# 高永寅
高永寅（：／ Goh Young-in，1963年7月7日—），大韓民國自由派政治人物、第21屆國會議員。